# Episinus porteri
Episinus porteri är en spindelart som först beskrevs av Simon 1901.  Episinus porteri ingår i släktet Episinus och familjen klotspindlar. Inga underarter finns listade i Catalogue of Life.